# Атрибут (філософія)
 Атрибут  — суттєва, невід'ємна ознака предмета або явища (на відміну від його перехідних, випадкових станів)  — те, що становить сутність субстанції, її фундаментальну властивість, необхідний для її існування предикат. 
Атрибути абсолютно незалежні, тобто не можуть впливати один на одного. Однак як для субстанції в цілому, так і для кожної окремої речі вираженість існування через атрибути протяжності та мислення узгоджуються: «Порядок та зв'язок ідей ті самі, що й порядок та зв'язок речей».

## Протяжність
Протяжність є визначальною ознакою тіла, до неї через «нескінченний модус руху і спокою» зводяться всі «фізичні» характеристики речей.

## Мислення
Проте світ не лише простягається, йому притаманний як мінімум ще один атрибут  — мислення. 
Терміном «Мислення» Спіноза позначає нескінченну річ, яка є причиною (Природа Що Створює) всього змісту та процесів свідомості (Природа Створена), як в самій собі: відчуття, емоції, власне розум, тощо. Субстанцію в цілому як річ мислячу характеризує «модус нескінченного розуму». А оскільки мислення є атрибутом субстанції, то і будь-яка одинична річ, тобто будь-яка модифікація субстанції, має його (усвідомлює не лише людина, і навіть не лише «живе»!) : всі речі «хоча і в різній мірі мають душу » (Е: II, сх. до т.13). При цьому конкретну модифікацію атрибута мислення Спіноза називає  ідеєю . 
На рівні людини протяжність та мислення складають тіло і душу. «Об'єктом ідеї, яка складає людську душу, служить тіло, іншими словами, відомий модус протяжності, чинний в дійсності (актуально) та нічого більш» (Е: II, т.13), тому складність людської душі відповідає складності людського тіла. Природно (це випливає з незалежності атрибутів), «ні тіло не може примушувати душу до мислення, ні душа не може примушувати тіло ні до руху, ні до спокою, ні до чого іншого» (Е:III, т.2). 
Подібна «будова» дозволяє пояснити і процес пізнання: Тіло змінюється  — або внаслідок впливу зовнішніх агентів (інших тіл), або через внутрішні причини. Душа як ідея тіла змінюється разом з ним (або, що те ж саме, тіло змінюється разом з душею), тобто вона «знає» у відповідності до певних станів тіла. Тепер людина відчуває, наприклад, біль, коли тіло пошкоджене і т. ін. Душа не має жодної перевірки отриманого знання за винятком механізмів відчуття та реакцій тіла. 